# Howard W. Smith

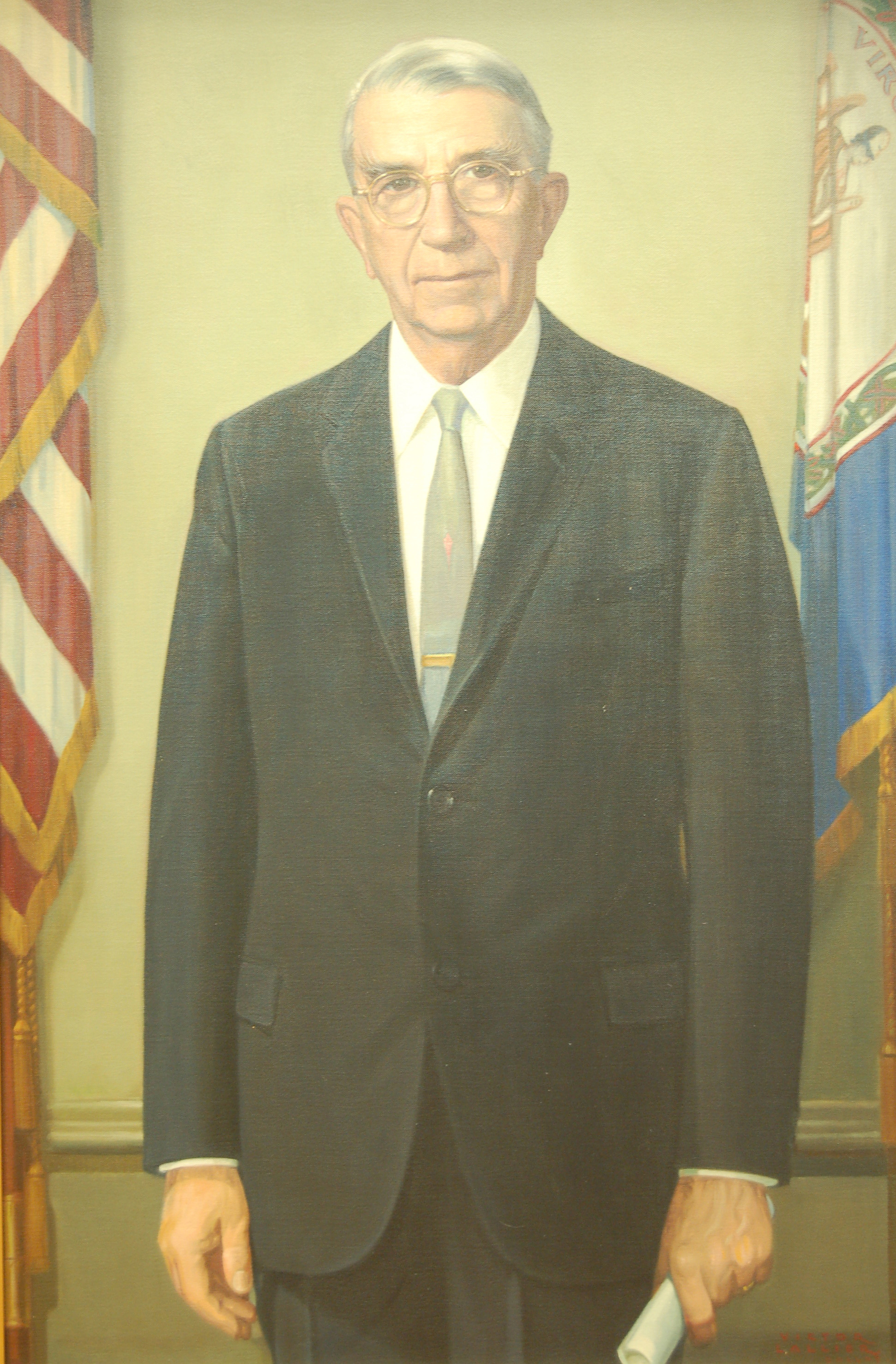
Howard W. Smith

Howard Worth Smith (* 2. Februar 1883 in Broad Run, Virginia; † 3. Oktober 1976 in Alexandria, Virginia) war ein demokratischer Kongressabgeordneter aus Virginia und der Führer der Conservative Coalition. Er war ein eifriger Unterstützer der Rassentrennung.

## Ausbildung und frühes Leben
Smith genoss eine Ausbildung an öffentlichen Schulen und erwarb seinen Abschluss 1901 an der Bethel Military Academy in Warrington. Seinen Bachelor of Laws erhielt er 1903 an der Rechtsfakultät der University of Virginia in Charlottesville. Er wurde 1904 in die Anwaltsvereinigung aufgenommen und begann in Alexandria zu praktizieren.
Während des Ersten Weltkrieges war er Assistent des Leiters der Rechtsabteilung des Federal Alien Property Custodian. Zwischen 1918 und 1922 war er der Commonwealth's Attorney der Stadt Alexandria. 1922 bis 1930 diente er als Richter, weshalb er in der Folge sogar noch in seiner Kongresszeit als „Richter Smith“ bezeichnet wurde, und beschäftigte sich mit Bankwesen, Landwirtschaft und dem Milchgeschäft.

## Karriere im Kongress
1930 wurde Smith in den Kongress gewählt. Von Beginn an unterstützte er Maßnahmen des New Deal wie etwa den Tennessee Valley Authority Act und den National Industrial Recovery Act und war 1940 Verfasser des als antikommunistisch bewerteten Smith Act.
Als Führer der Conservative Coalition führte Smith auch die Opposition gegen das National Labor Relations Board (NLRB). Konservative Politiker bildeten ein spezielles von Smith geleitetes und von New-Deal-Gegnern durchsetztes Komitee, um das NLRB zu untersuchen. Das Komitee führte eine sensationalistische Untersuchung durch und unterminierte die öffentliche Unterstützung für das NLRB und besonders für den New Deal. Im Juni 1940 wurden vom Smith Committee vorgeschlagene Gesetzesänderungen im großen Stile angenommen, was teilweise auch auf Smiths Bündnis mit William Green zurückzuführen ist, dem Präsidenten der American Federation of Labor. Die AFL war überzeugt, die NLRB würde durch Linke kontrolliert, die den konkurrierenden Congress of Industrial Organizations und nicht die AFL beim Geldsammeln unterstützten. Die Anhänger des New Deal stoppten die Gesetzesänderungen Smiths, doch Roosevelt gab ihnen statt und ersetzte CIO-orientierte Mitglieder im NLRB mit Männern, die für Smith und die AFL akzeptabel waren.
Als Leiter des United States House Committee on Rules ab 1955 kontrollierte Smith die Legislation im Repräsentantenhaus weitgehend.

### Opposition gegen die Bürgerrechtsgesetzgebung
Als Gegner der rassischen Integration nutzte Smith seine Macht als Leiter des Rules Committee, um viele Gesetze über Bürgerrechte noch vor der Abstimmung im Repräsentantenhaus abzufangen bzw. aufzuhalten.
Als der Civil Rights Act of 1957 vor Smiths Komitee kam, sagte Smith:
„Das Volk der Südstaaten hat die farbige Rasse nie als eine Rasse von Menschen mit gleicher Intelligenz … wie die der weißen Südstaatler anerkannt.“
Sam Rayburn versuchte 1961 mit wenig Erfolg Smiths Macht zu reduzieren, da Smiths enge Verbindungen zu anderen Südstaatler-Demokraten und auch Republikanern ihn im Amt hielten. Smith hielt zunächst auch den Civil Rights Act of 1964 auf. Eine von Rayburns Reformen war die „Einundzwanzig-Tage-Regel“, die verlangte, dass das Gesetz innerhalb von 21 Tagen zur Abstimmung freigegeben werden müsse. Unter Druck stimmte Smith zu.
Zwei Tage vor der Abstimmung bot Smith eine Erweiterung an, laut der „Geschlecht“ nach dem Wort „Religion“ eingefügt werden und damit das Geschlecht als Diskriminierungsgrund unter Strafe gestellt werden sollte. Einer von Smiths Gegnern stritt ab, dass er überhaupt versuche, Frauen zu helfen; Carl Elliott aus Alabama sagte später:
„Smith interessierte sich kein bisschen für Frauenrechte… er versuchte, Gegenstimmen zu mobilisieren, da es immer einen harten Kern von Männern gab, die gegen Frauenrechte waren.“.
Laut Congressional Record provozierte Smith Gelächter, als er bei der Vorstellung der Abstimmungsvorlage einen Brief von „einer Dame“ vorlas. Der Record zeigt jedoch auch, dass Smith während eines Disputes um eine zweite Abstimmung ernsthaftere Argumente zur Sprache brachte, etwa Bedenken darüber, dass weiße Frauen ohne einen Geschlechtsschutz gravierender diskriminiert würden.
Dank enger Verbindungen zur Feministin Alice Paul könnte Smith bereits seit den zwanziger Jahren Frauenrechte unterstützt haben. Die Abgeordnete Martha Griffiths, eine liberale Feministin aus Michigan, unterstützte Smiths Antrag auf die Aufnahme von „Geschlecht“ in die Vorlage ebenfalls. Smith hätte es vorgezogen, keinen Civil Rights Act zu haben, zog aber ebenso einen Act mit Verbot der geschlechtsbezogenen Diskriminierung einem ohne vor.

## Späteres Leben
1966 verlor Smith seine Wiederwahl gegen einen liberaleren Demokraten, George C. Rawlings jr. Dieser wiederum wurde vom Republikaner William L. Scott deutlich geschlagen. Smith nahm sein Anwaltsbüro in Alexandria wieder auf, wo er am 3. Oktober 1976 im Alter von 93 Jahren starb. Er wurde auf dem Georgetown Cemetery in Broad Run beerdigt.

## Porträt-Kontroverse von 1995
Im Januar 1995 ließ der Vorsitzende des House Rules Committee, der republikanische Abgeordnete Gerald B. H. Solomon, ein Porträt von Smith im Verhandlungsraum des Komitees aufhängen. Der Congressional Black Caucus, d. h. die afroamerikanischen Mitglieder des Kongresses, verlangte daraufhin die Entfernung des Bildes.
„Dies ist ein Affront uns allen gegenüber…[Smith ist] wohl am besten für seine Behinderung der Verabschiedung der Bürgerrechtsgesetze dieses Landes bekannt. Ein Mann, der in seinen eigenen Worten die farbige Rasse niemals als eine Rasse mit gleicher Intelligenz und Erziehung sowie gleichen sozialen Leistungen wie die weißen Südstaatler anerkannte“, sagte John Lewis, der Abgeordnete Georgias.
Solomon sagte, er zeige das Porträt, um Smiths kooperative Arbeit mit Republikanern in seiner Zeit als Vorsitzender zu würdigen, sei sich aber des Rassentrennungshintergrunds nicht bewusst gewesen. Das Porträt wurde in der Folge abgehängt.